# Pehr Adolf Kruskopf

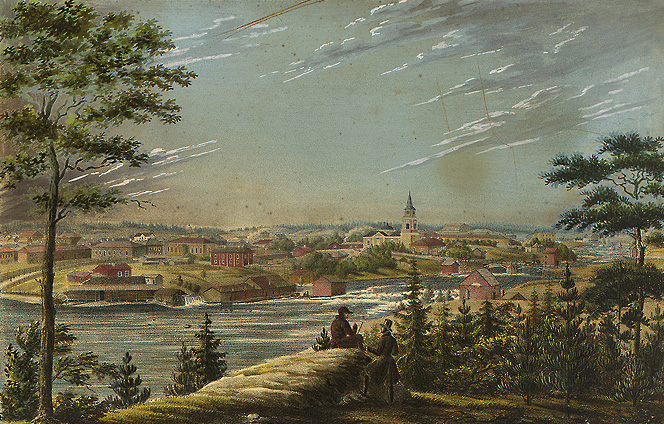
Pehr Adolf Kruskopf: Tammerfors, 1837.

Pehr Adolf Kruskopf, född 26 maj 1805 i Sankta Katarina församling i Sankt Petersburg i Ryssland, död 30 mars 1852 i Malkola i Mola i Karelen i Finland, var en finländsk konstnär. Han var son till häradshövdingen i Äyräpää Peter Kruskopf och Maria Charlotta Rickneck. Pehr Adolf Kruskopf blev gift 1832 med Emilia Karolina Melartopaeus (1811–1887) i hennes första gifte, dotter till Anders Johan Melartopaeus (1781–1830), kyrkoherde i Lempala och senare i Skuoritsa (Ingermanland).
I sin födelsestad Sankt Petersburg hade Kruskopf fått undervisning av konstnären Frans Fredrik Sedmigradsky. Han blev student vid Kungliga Akademien i Åbo 11 mars 1823 och uttog betyg 15 juni 1827 för att ingå vid Åbo hovrätt. Hans första yrke var att vara lagman och hans egentliga titel var häradshövding och översättare, men var yrkesverksam större delen av livet såsom lärare i teckning vid Kejserliga Alexanders-Universitetet i Finland 1830–1849, mest känd som artisten bakom 31 av motiven i verket Finland framstäldt i teckningar, utgivet under åren 1845–1852. Ett tiotal konstnärer medverkade i denna för Finland på 1800-talet viktigaste topografiska publikation. Dessutom hade han 1837 givit ut 11 färglagda stentryck (litografier) i boken Finska vuer: tecknade efter naturen och lithographierade. Kruskopfs verk kan beskådas på Ateneum i Helsingfors.